# 庐山堇菜
庐山堇菜为堇菜科堇菜属的植物，是中国的特有植物。分布在中国大陆的广西、陕西、四川、福建、浙江、湖南、广东、江苏、安徽、甘肃、江西、贵州等地，生长于海拔600米至1,500米的地区，一般生长在山沟溪边、路边、山坡草地、杂木林下及石缝中，目前尚未由人工引种栽培。

## 區分方法
名為“廬山堇菜”，但並不是只産於廬山（此照片拍攝於廬山），只是因為模式標本採于江西廬山。
區分方法：本種近似紫花堇菜（Viola grypoceras），但莖生葉葉片菱形或卵形，基部楔形下延于葉柄，葉柄具狹翅；花瓣先端具微缺（可以仔細對比）；下方雄蕊無距狀附屬物等極易區別。（《中國植物志》）

## 别名
拟蔓地草（拉汉种子植物名称）

## 廬山上的堇菜

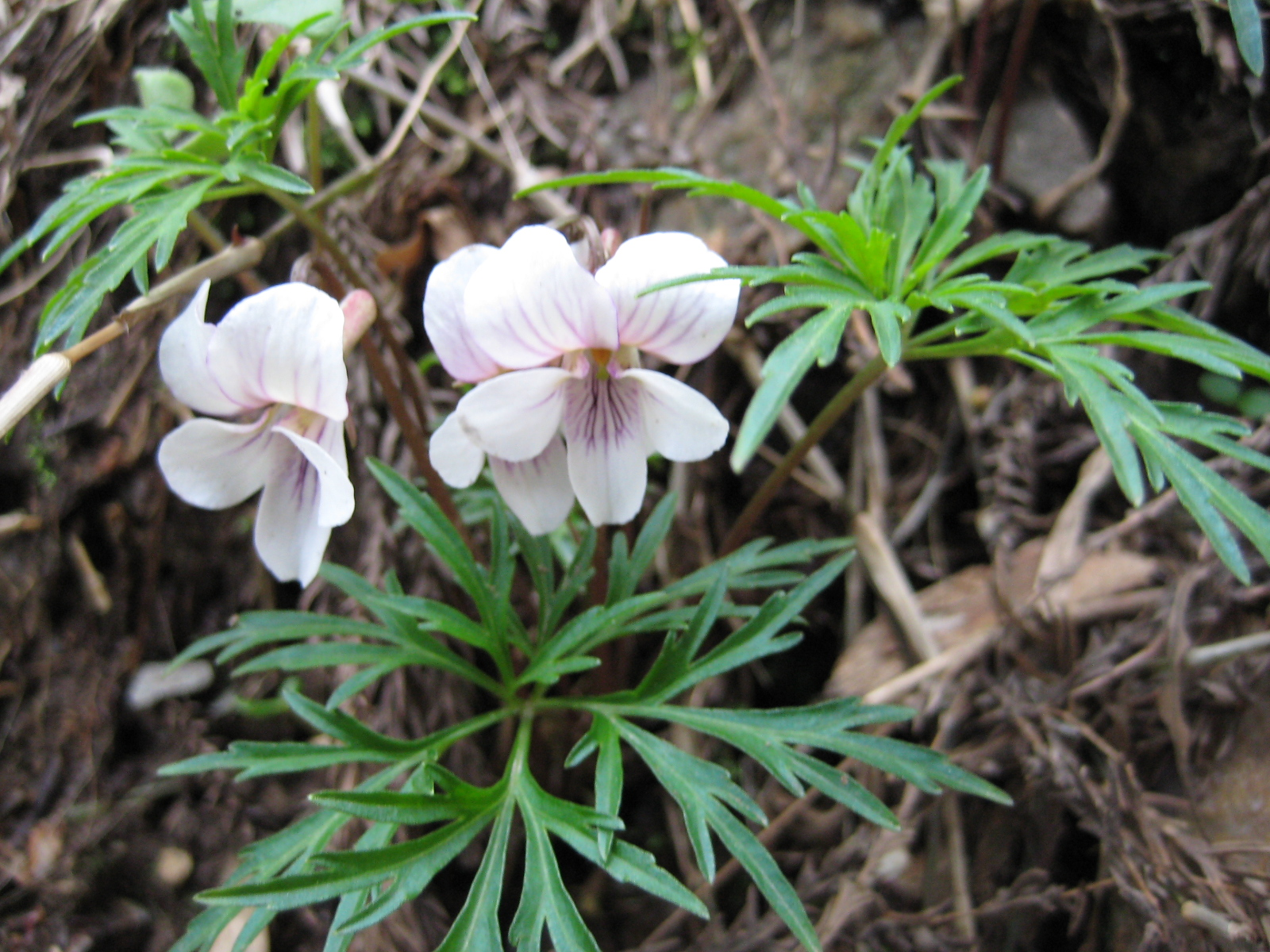
細裂堇菜 (Viola chaerophylloides var. sieboldiana) Taken in Mt. Lushan 2008-04-03
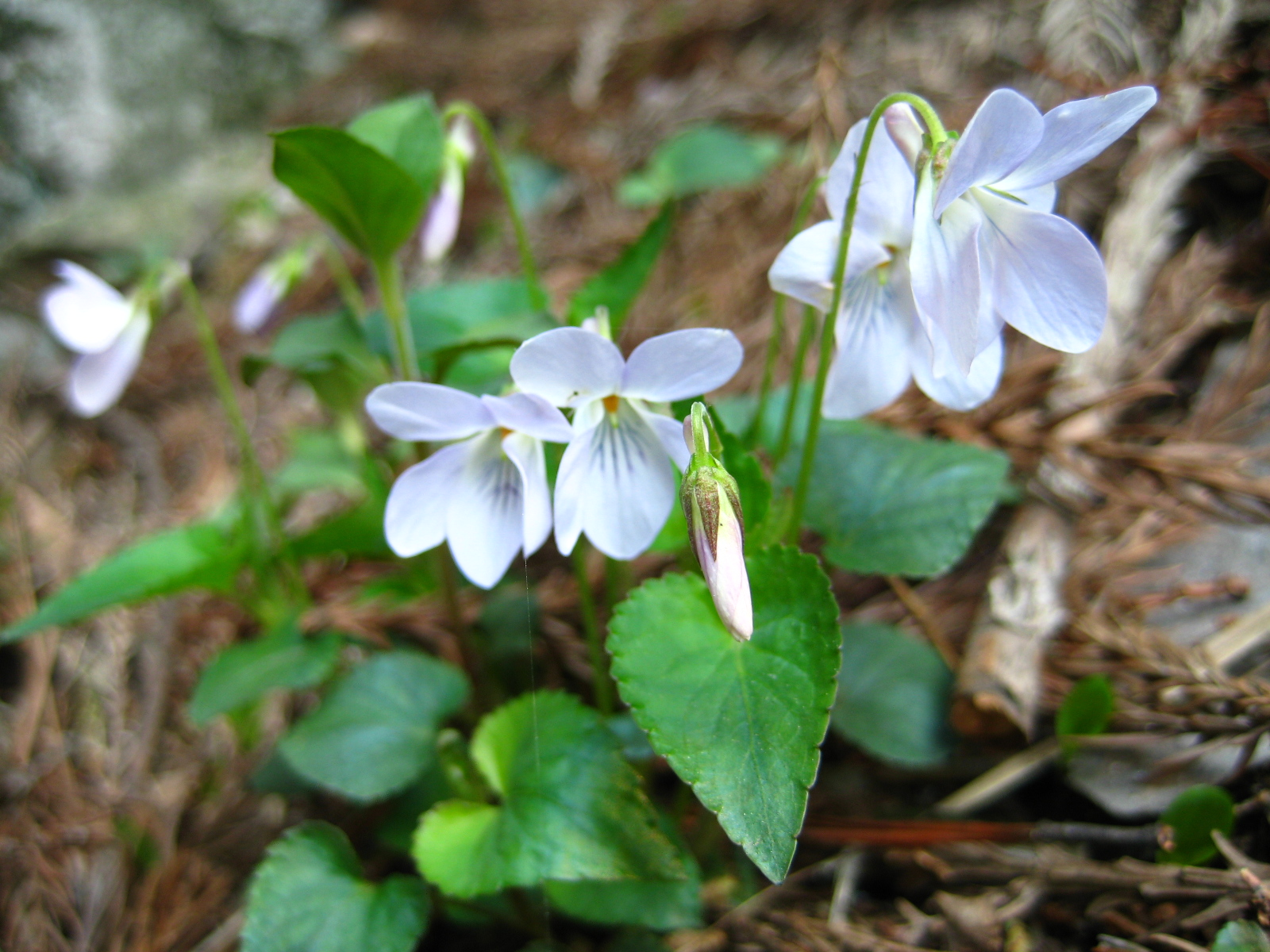
廬山堇菜 (Viola stewardiana) Taken in Mt. Lushan 2008-04-03